# Rohrbach (Büdingen)
Rohrbach ist ein Stadtteil von Büdingen im hessischen Wetteraukreis.

## Geographische Lage
Rohrbach liegt fünf Kilometer nordwestlich von Büdingen.  Die benachbarten Stadtteile sind Aulendiebach, Düdelsheim und das zur Stadt Ortenberg gehörige Bleichenbach.

## Geschichte

### Ortsgeschichte
„Rorbah“ (Rohrbach) wurde zuerst urkundlich in einer undatierten Urkunde zwischen 780 und 817 im Codex Eberhardi erwähnt, in der ein Gutsherr Udalrich Güter in Rohrbach an das Kloster Fulda stiftete. Die Urkunde stammt aus der Zeit der Äbte Baugulf und Ratgar.
Eine Urkunde aus dem Jahre 1247 verbrieft die Existenz der Reichsburg Glauburg auf dem Glauberg und die Ministerialen von Rohrbach, Büches, Düdelsheim und Bleichenbach als Burgmannen dieser Burg.
Hessische Gebietsreform (1970–1977)
Zum 31. Dezember 1971 wurde die bis dahin selbständige Gemeinde Rohrbach im Zuge der Gebietsreform in Hessen auf freiwilliger Basis als Stadtteil in die Stadt Büdingen eingegliedert. Für Rohrbach wurde ein Ortsbezirk errichtet.

### Grundherrschaft
Nach Rohrbach benannte sich im Mittelalter ein niederadeliges Geschlecht. Im Jahre 1219 bezeugt ein Burgmann Rucker von Rohrbach im Gericht Gründau eine Schenkung.
Das Geschlecht von Rohrbach gehörte dem Ritterstand an und war mit der Dorfherrschaft belehnt, anfangs von den Herren von Büdingen, nach deren Aussterben zur einen Hälfte von den Herren von Hohenlohe-Brauneck und zur anderen von den Herren von Ysenburg. Sie hatten im Ort eigenen Grundbesitz, der frei und unbeschwert war, dazu Einnahmen aus dem Rugegericht und den festen Hofplatz, der im 15. Jahrhundert an die Herren von Cleen übertragen wurde.
Nach Streitigkeiten um Abgaben und Berechtigungen beendete Johann von Ysenburg 1386 das Lehensverhältnis mit Rucker von Rohrbach und seinem Sohn Gerlach. Er übernimmt die direkte Herrschaft über die Ysenburgische Hälfte des Dorfes.
1450 erwarb Graf Diether von Ysenburg auch die brauneckische Hälfte des Dorfes Rohrbach von Siegfried von Rheinberg und seiner Ehefrau Gude für 300 fl. Damit war das gesamte Dorf mit all seinen Rechten und Nutzungen im Besitz des Büdinger Grafenhauses.
Vom Rittergeschlecht von Rohrbach ist weiterhin bekannt, dass Heinrich Rohrbach 1466 von der vornehmen Patriziergesellschaft Alten Limpurg in Frankfurt am Main aufgenommen wurde. Als reiche Großhändler liehen die Rohrbachs der Reichsstadt in Kriegszeiten Geld, aus ihren großen Kornspeichern erhielt die Bevölkerung Brotgetreide. Bernhard Rohrbach, dem sein Vater 1465 zur Hochzeit ein handgeschriebenes Messbuch, das „Missale Rohrbachense“ geschenkt hatte, und sein Sohn Job hinterließen der Nachwelt ein aufschlussreiches Tagebuch, das Einblick in Sitten und Gebräuche und auch in das Musikleben des 15. Jahrhunderts in Frankfurt gibt. Um 1570 war das Geschlecht Rohrbach in Frankfurt erloschen, heute ist die Rohrbachstraße im Frankfurter Nordend nach ihnen benannt.
1815 wurde das Fürstentum Isenburg durch den Wiener Kongress mediatisiert. Dadurch fiel 1816 Rohrbach mit der früheren Grafschaft Isenburg-Büdingen an das Großherzogtum Hessen (Hessen-Darmstadt).

### Verwaltungsgeschichte im Überblick
Die folgende Liste zeigt die Staaten und Verwaltungseinheiten, denen Rohrbach angehört(e):
- vor 1806: Heiliges Römisches Reich, Grafschaft Isenburg-Büdingen, Amt Büdingen, Gericht Düdelsheim
- ab 1806: Fürstentum Isenburg (Rheinbund),[Anm. 2] Amt Büdingen
- ab 1813: Generalgouvernement Frankfurt,[Anm. 3] Amt Büdingen
- ab 1815: Kaisertum Österreich,[Anm. 4] Amt Büdingen
- ab 1816: Großherzogtum Hessen (Souveränitätslande),[Anm. 5] Provinz Oberhessen, Amt Büdingen[11] (zur Standesherrschaft Isenburg gehörig)
- ab 1822: Großherzogtum Hessen, Provinz Oberhessen, Landratsbezirk Büdingen[12][Anm. 6]
- ab 1848: Großherzogtum Hessen, Regierungsbezirk Nidda
- ab 1852: Großherzogtum Hessen, Provinz Oberhessen, Kreis Büdingen
- ab 1867: Norddeutscher Bund, Großherzogtum Hessen, Provinz Oberhessen, Kreis Büdingen
- ab 1871: Deutsches Reich, Großherzogtum Hessen, Provinz Oberhessen, Kreis Büdingen
- ab 1918: Deutsches Reich, Volksstaat Hessen, Provinz Oberhessen, Kreis Büdingen
- ab 1938: Deutsches Reich, Volksstaat Hessen, Landkreis Büdingen[13][Anm. 7]
- ab 1945: Deutsches Reich, Amerikanische Besatzungszone,[Anm. 8] Groß-Hessen, Regierungsbezirk Darmstadt, Landkreis Büdingen
- ab 1946: Deutsches Reich, Amerikanische Besatzungszone, Hessen, Regierungsbezirk Darmstadt, Landkreis Büdingen
- ab 1949: Bundesrepublik Deutschland, Hessen, Regierungsbezirk Darmstadt, Landkreis Büdingen
- ab 1972: Bundesrepublik Deutschland, Hessen, Regierungsbezirk Darmstadt, Wetteraukreis, Stadt Büdingen

### Gericht Ortenberg
Rohrbach gehörte zum Gericht Glauberg/Ortenberg, das zusammen mit dem Gericht Staden die alte Herrschaft Ortenberg bildete. Die Herren von Ortenberg gehörten dem Geschlecht der Herren von Büdingen an, das bereits vor 1247 ausstarb. Bis zum Jahre 1601 wurde das Gericht Ortenberg in wechselnden Anteilen von verschiedenen Adelsgeschlechtern beherrscht. Unter anderem gehörten Teile des Gerichts zum Gebiet der Familien Breuberg, Trimberg, Hohenlohe-Brauneck, Ysenburg und Nassau.
1601 wurde das Gericht Ortenberg geteilt, dabei wurden Rohrbach, Düdelsheim mit Oberdorf, Stockheim und Leustadt sowie Teile von Effolderbach, Calbach, Orleshausen und Aulendiebach den Grafen von Ysenburg-Büdingen zugewiesen.

### Kirche
Zum Braunecker Teil Rohrbachs gehörte auch das Patronat über die St. Nikolauskirche zu Rohrbach, das 1450 zusammen mit der Grundherrschaft vom Hause Ysenburg erworben wurde und das dem Fürst von Ysenburg-Büdingen bis heute zusteht. Abhängige Kapellen waren damals die St. Peterskapelle in Stockheim und die Nothelfer-Kapelle in Aulendiebach. 1820 wurde die St. Nikolauskirche abgebrochen, um dem heutigen Kirchbau Platz zu machen. In einem dem Neubau vorhergegangenen Bericht des Büdinger Konsortiums vom 18. Februar 1818 wird ihr Zustand wie folgt beschrieben: „Die fragliche Kirche, deren Erbauung in die Zeiten des grauesten Alterthums zurückfällt, [sieht] eher einer Scheuer als einem Gotteshaus ähnlich. [Die] Umfassungsmauern, welche nach der Bauart jenes Zeitalters an den in- und auswendigen Flächen mit Kalch aufgemauert, dazwischen aber mit losliegenden und in keiner Verbindung stehenden Steinen ausgefüllt sind, [sind] an mehreren Stellen bedeutend schadhaft“ 1956 schrieb Pfarrer Türk zum damaligen Jubiläum des Gesangvereins, dass man die Grabsteine der in der alten Kirche bestatteten Geistlichen als Stufen für die lange Treppe des Neubaus benutzt habe.
Die Rohrbacher Kirche hat eine 1789 von Johann-Conrad Bürgy erbaute Orgel, die bereits in der alten St. Nikolaus-Kirche vorhanden war. Nach mehrfacher Restauration ist die Orgel noch teilweise vorhanden.

### Jüdische Gemeinde
Rohrbach hatte eine recht große jüdische Gemeinde (1910 gehörten 15 % aller Einwohner der jüdischen Gemeinde an). Die Toten der jüdischen Gemeinde wurden bis 1878 auf dem Friedhof in Düdelsheim beigesetzt. 1878 erwarb die jüdische Gemeinde Rohrbach ein Grundstück zur Anlage eines eigenen Friedhofes. Dieser Friedhof wurde ab 1880 benutzt. Die Fläche beträgt 2,57 ar.
Im Laufe der Pogrome 1939 wurden alle jüdischen Bewohner aus Rohrbach vertrieben. Die ehemalige Synagoge beherbergte in der Folgezeit für einige Zeit die Dorfschule.

### Schule
1581 nach wurde auf Vorschlag der Kirchengemeinde Rohrbach der Sohn des verstorbenen Pfarrers Georg Kuhn als Glöckner und Lehrer beschäftigt. Seitdem bestand in Rohrbach eine Schule. Die Rohrbacher Schule wurde auch von den Kindern aus Aulendiebach (bis 1750) und Büches (bis 1795) besucht.
Im Jahre 1910 werden Rohrbach und seine Schule wie folgt beschrieben:
„Rohrbach, 347 ev., 60 israelische Einwohner, in hügeliger Gegend, 3 km vom Wald, 5 km von Büdingen (Gymnasium, höh. Töchterschule, Apotheke), von Station Bleichenbach (Gießen – Gelnhausen) 2 km, von Station Büches 3 km, passende Züge; von Postagentur Düdelsheim (Arzt) 3 km, 9 ½ Uhr morgens Postwagen nach Rohrbach; in Rohrbach ev. Pfarrei, Ackerbau, Viehzucht, Handel, einige recht wohlhabende Bauern, meist Mittelstand; 127 ha Gemeindebesitz, Gemeindeumlage 81 vom Hundert.“
„Schule: Einklassig – 61 Schüler, 2 Stunden Handarbeit je 35 Mark. Der Schulsaal 1878 erbaut, recht hell und groß; nicht unterkellert, in ruhiger Lage. – Fortbildungsschule eine Klasse 12 Schüler, 4 Stunden von 2 – 4 Uhr, zusammen 90 Mark. Präsentation: Fürst von Ysenburg-Büdingen in Büdingen. Schulfrei: Kirchweih-Montag, 2 Tage Ortenberger Markt und 1 Hageltag am Mittwoch nach Pfingsten (Gottesdienst).“
Der letzte Lehrer der Rohrbacher Schule war Fritz Dönges, der bis 1969 unterrichtete. Seitdem besuchen Kinder aus Rohrbach die Grund- und Hauptschule in Düdelsheim sowie weiterführende Schulen in Büdingen, Altenstadt und Konradsdorf.

## Bevölkerung
Einwohnerstruktur 2011
Nach den Erhebungen des Zensus 2011 lebten am Stichtag dem 9. Mai 2011 in Rohrbach 867 Einwohner. Darunter waren 42 (4,8 %) Ausländer. Nach dem Lebensalter waren 168 Einwohner unter 18 Jahren, 435 zwischen 18 und 49, 222 zwischen 50 und 64 und 159 Einwohner waren älter. Die Einwohner lebten in 342 Haushalten. Davon waren 96 Singlehaushalte, 90 Paare ohne Kinder und 123 Paare mit Kindern, sowie 27 Alleinerziehende und 6 Wohngemeinschaften. In 51 Haushalten lebten ausschließlich Senioren und in 251 Haushaltungen lebten keine Senioren.
Einwohnerentwicklung
| Rohrbach: Einwohnerzahlen von 1834 bis 2022 | Rohrbach: Einwohnerzahlen von 1834 bis 2022 | Rohrbach: Einwohnerzahlen von 1834 bis 2022 | Rohrbach: Einwohnerzahlen von 1834 bis 2022 | Rohrbach: Einwohnerzahlen von 1834 bis 2022 |
| --- | ------------------------------------------- | ------------------------------------------- | ------------------------------------------- | ------------------------------------------- |
| Jahr |                                             |                                             |                                             | Einwohner                                   |
| 1834 | 1834                                        |                                             | 371                                         | 371                                         |
| 1840 | 1840                                        |                                             | 386                                         | 386                                         |
| 1846 | 1846                                        |                                             | 374                                         | 374                                         |
| 1852 | 1852                                        |                                             | 377                                         | 377                                         |
| 1858 | 1858                                        |                                             | 384                                         | 384                                         |
| 1864 | 1864                                        |                                             | 386                                         | 386                                         |
| 1871 | 1871                                        |                                             | 386                                         | 386                                         |
| 1875 | 1875                                        |                                             | 372                                         | 372                                         |
| 1885 | 1885                                        |                                             | 373                                         | 373                                         |
| 1895 | 1895                                        |                                             | 406                                         | 406                                         |
| 1905 | 1905                                        |                                             | 407                                         | 407                                         |
| 1910 | 1910                                        |                                             | 392                                         | 392                                         |
| 1925 | 1925                                        |                                             | 452                                         | 452                                         |
| 1939 | 1939                                        |                                             | 425                                         | 425                                         |
| 1946 | 1946                                        |                                             | 617                                         | 617                                         |
| 1950 | 1950                                        |                                             | 599                                         | 599                                         |
| 1956 | 1956                                        |                                             | 534                                         | 534                                         |
| 1961 | 1961                                        |                                             | 507                                         | 507                                         |
| 1967 | 1967                                        |                                             | 516                                         | 516                                         |
| 1970 | 1970                                        |                                             | 566                                         | 566                                         |
| 1980 | 1980                                        |                                             | ?                                           | ?                                           |
| 1990 | 1990                                        |                                             | 779                                         | 779                                         |
| 2000 | 2000                                        |                                             | 808                                         | 808                                         |
| 2011 | 2011                                        |                                             | 867                                         | 867                                         |
| 2014 | 2014                                        |                                             | 879                                         | 879                                         |
| 2022 | 2022                                        |                                             | 844                                         | 844                                         |
| Datenquelle: Historisches Gemeindeverzeichnis für Hessen: Die Bevölkerung der Gemeinden 1834 bis 1967. Wiesbaden: Hessisches Statistisches Landesamt, 1968. Weitere Quellen: LAGIS; Stadt Büdingen; Zensus 2011 |                                             |                                             |                                             |                                             |

Historische Religionszugehörigkeit
| • 1961: | 416 evangelische (= 82,05 %), 68 katholische (= 13,41 %) Einwohner |

## Politik

### Ortsbeirat
Für Rohrbach besteht ein Ortsbezirk (Gebiete der ehemaligen Gemeinde Rohrbach) mit Ortsbeirat und Ortsvorsteher nach der Hessischen Gemeindeordnung.
Der Ortsbeirat besteht aus fünf Mitgliedern. Bei den Kommunalwahlen in Hessen 2021 betrug die Wahlbeteiligung zum Ortsbeirat 56,20 %. Alle Kandidaten gehörten der „Bürgerliste Rohrbach“ an. Der Ortsbeirat wählte Oliver Debus zum Ortsvorsteher.

### Wappen
Blasonierung: „In Silber eine aufsteigende schwarze Spitze.“
Das Wappen wurde am 19. Mai 2017 durch die Stadtverordnetenversammlung der Stadt Büdingen nach § 14 Hessische Gemeindeordnung (HGO) als Wappen des Stadtteils Rohrbach angenommen.

## Kulturdenkmäler
Siehe: Liste der Kulturdenkmäler in Rohrbach

## Vereine
In Rohrbach besteht die Möglichkeit in diversen Sport- und Kulturvereinen Mitglied zu werden. An Sportvereinen bieten sich der Fußballverein RSV 1962 Rohrbach e. V. und die Gymnastikgruppe Rohrbach an. Im kulturellen Bereich gibt es den Männergesangverein Eintracht Rohrbach und die Theatergruppe „Rohrbacher-Klappe“. Daneben gibt es noch den Kleintierzuchtverein H 128 Rohrbach sowie die Natur- und Vogelschutzgruppe Rohrbach e. V. Der Brandschutz im Ort wird durch die Freiwillige Feuerwehr Rohrbach mit eigener Jugendfeuerwehr sichergestellt.

## Verkehr
Rohrbach ist 6 km von der Autobahn A 45 entfernt (Anschlussstelle Altenstadt). Busse in Richtung Büdingen, Altenstadt und Stockheim verkehren mehrmals täglich.

## Regelmäßige Veranstaltungen
Eine Fremdensitzung der Freiwilligen Feuerwehr unter Mitwirkung der anderen Vereine findet in der Faschingszeit sowie das Gerätehausfest an Fronleichnam statt, zudem sind Vatertagsgrillen des Männergesangsvereins, Kirchenfest und Laternenumzug am Nikolaustag (organisiert von der Freiwilligen Feuerwehr & Jugendfeuerwehr) regelmäßige Veranstaltungen.
Mehrmals jährlich finden Theateraufführungen Theatergruppe Rohrbach statt.
Am dritten Wochenende im November findet die Kaninchenschau des Kleintierzuchtverein H 128 Rohrbach statt. Sowie am 3. Oktober jeden Jahres die Tischbewertung der Kleintierzüchter.

## Söhne und Töchter von Rohrbach
- Wilhelm Bähr (1863–1938), hessischer Politiker (Antisemiten, HBB) und ehemaliger Abgeordneter der 2. Kammer der Landstände des Großherzogtums Hessen
- Otto Jakobi (* 26. Dezember 1908 in Rohrbach; † 16. September 1964 in Rodheim v. d. H.), Pfarrer in Eisemroth/Dillkreis, 1936–1949, Büdingen, 1949–1958 und Rodheim v. d. H. (1958–1964)